# Lithocarpus craibianus
Lithocarpus craibianus là một loài thực vật có hoa trong họ Cử. Loài này được Barnett mô tả khoa học đầu tiên năm 1938.